# Burgos, Surigao del Norte
Burgos là một đô thị hạng 6 ở đảo Siargao, trong (tỉnh) Surigao del Norte, Philippines. Theo điều tra dân số năm 2000, đô thị này có dân số 3.043 người trong 636 hộ.

## Các đơn vị hành chính
Burgos được chia thành 6 barangay.
- Baybay
- Bitaug
- Matin-ao
- Poblacion 1
- Poblacion 2
- San Mateo